# Roumare
Roumare – miejscowość i gmina we Francji, w regionie Normandia, w departamencie Sekwana Nadmorska.
Według danych na rok 1990 gminę zamieszkiwało 965 osób, a gęstość zaludnienia wynosiła 97 osób/km² (wśród 1421 gmin Górnej Normandii Roumare plasuje się na 249. miejscu pod względem liczby ludności, natomiast pod względem powierzchni na miejscu 354.).